# S/2001 (107) I
Естественный спутник астероида (107) Камилла был обнаружен 1 марта 2001 года A. Storrs, F. Vilas, R. Landis, E. Wells, C. Woods, B. Zellner и M. Gaffey с помощью космического телескопа «Хаббл». Он был обозначен S/2001 (107) 1 и пока не получил собственное имя.
Позже в сентябре 2005 с помощью VLT удалось уточнить орбиту астероида.
В частности наклон орбиты у него оказался 3±1°. Учитывая ~10 ° неопределенности в самой оси вращения Камилла, можно сказать, что наклон орбиты составляет менее 10°.
По оценкам спутник имеет в диаметре около 11 км.
Если предположить, что у обоих астероидов одинаковая плотность, получится, что масса спутника составляет ~1,5⋅1015 кг. По цвету он также близок к Камилле.